# آلتنبرگه
آلتنبرگه (به آلمانی: Altenberge) یک شهر در آلمان است که در اشتاینفورت واقع شده‌است. آلتنبرگه ۱۰٬۰۵۴ نفر جمعیت دارد.